# بالاروك لي باين

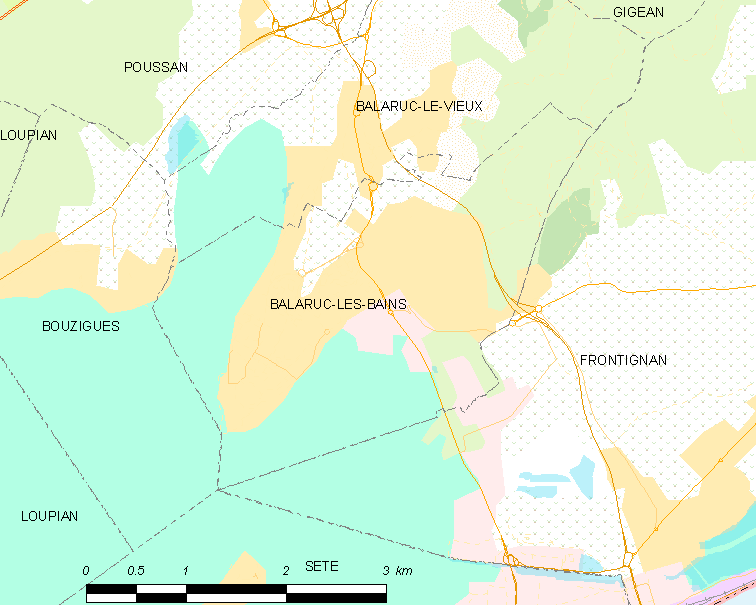
خريطة

بالاروك لي باين (بالفرنسية:  Balaruc-les-Bains)‏ هي بلدية فرنسية في فرنسا تقع في إقليم هيرولت في منطقة لنكدوك-روسيون في جنوب فرنسا.